# Joshua Gomez

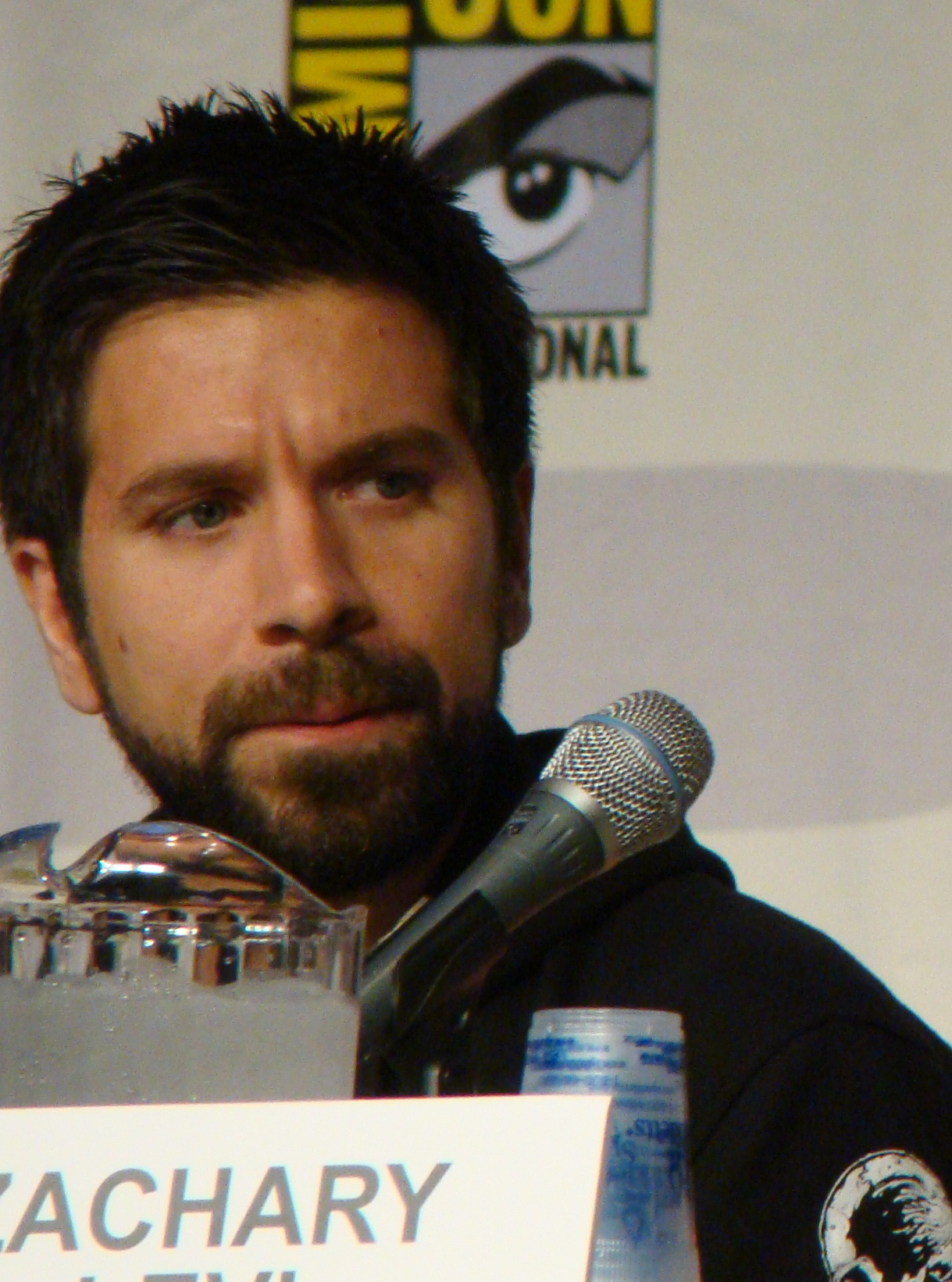
Joshua Gomez (2009)

Joshua Gomez (* 20. November 1975 in Bayonne, New Jersey, USA) ist ein US-amerikanischer Schauspieler. Bekannt wurde er durch seine Darstellung des Morgan Grimes in der Fernsehserie Chuck. 

## Leben
Gomez ist der Bruder von Schauspieler Rick Gomez, mit dem er zusammen beim Film Last Man Running (2003) vor der Kamera stand. 
In der Serie Without a Trace hatte er von 2005 bis 2006 eine wiederkehrende Rolle. Seine bekannteste Rolle hatte er neben Yvonne Strahovski, Adam Baldwin und Sarah Lancaster in der Fernsehserie Chuck inne, in der er von 2007 bis 2012 den besten Freund von Zachary Levi spielte. Gomez arbeitet auch als Sprecher für Videospiele. Er sprach unter anderem Rollen in Final Fantasy X-2, Call of Duty 2, Bioshock und Turok.
2008 gewann er den ALMA Award für Positivste öffentliche Darstellung ihrer Landsleute. Für seine Rolle des Morgan Grimes in Chuck war er drei weitere Male für die ALMA Awards nominiert.
Gomez steuerte auch für den Film She Dances seines Bruders Rick die Filmmusik bei.

## Filmografie (Auswahl)
- 2001: Law & Order (Fernsehserie)
- 2003: Last Man Running (Film)
- 2003: Final Fantasy X-2 (Videospiel)
- 2004: Girls United Again (Bring It On Again) (Film)
- 2005: Call of Duty 2 (Videospiel)
- 2005–2006: Invasion (Fernsehserie, 6 Folgen)
- 2005–2006: Without a Trace – Spurlos verschwunden (Without a Trace, Fernsehserie, 18 Folgen)
- 2007: BioShock (Videospiel)
- 2007–2012: Chuck (Fernsehserie, 91 Folgen)
- 2008: Turok (Videospiel)
- 2009: Imagination Movers (Fernsehserie, 1 Folge)
- 2013: Castle (Fernsehserie, 1 Folge)
- 2014: The Crazy Ones (Fernsehserie, 1 Folge)
- 2014: Force of Execution (Film)
- 2017: Scorpion (Fernsehserie, 1 Folge)
- 2018: Lucifer (Fernsehserie, 1 Folge)
- 2025: She Dances (Filmmusik)